# Die Wannseekonferenz
Die Wannseekonferenz (pol. Konferencja w Wannsee) – zachodnioniemiecki film telewizyjny w reżyserii Heinza Schirka z 1984 roku.

## Opis fabuły
Ekranizacja konferencji w Wannsee.

## Obsada
- Dietrich Mattausch jako Reinhard Heydrich
- Harald Dietl jako Alfred Meyer
- Jochen Busse jako Georg Leibbrandt
- Peter Fitz jako Wilhelm Stuckart
- Dieter Groest jako Erich Neumann
- Rainer Steffen jako Roland Freisler
- Reinhard Glemnitz jako Josef Bühler
- Hans-Werner Bussinger jako Martin Luther
- Günter Spörrle jako Gerhard Klopfer
- Franz Rudnick jako Wilhelm Kritzinger
- Robert Atzorn jako Otto Hofmann
- Friedrich G. Beckhaus jako Heinrich Müller
- Gerd Böckmann jako Adolf Eichmann
- Gerd Riegauer jako Eberhard Schöngarth
- Martin Lüttge jako Rudolf Lange
- Anita Mally jako Sekretarka